# بونوچی ۳۶۰۳۶
سیارک ۳۶۰۳۶ (به انگلیسی: 36036 Bonucci، نامگذاری:1999PQ1) سی و شش هزار و سی و ششمین سیارک کشف شده‌است که در ۸ اوت ۱۹۹۹ کشف شد.